# Arthur Galiandin
Arthur Galiandin (* 16. März 1960) ist ein deutscher Schauspieler russischer Herkunft.

## Leben und Karriere
Galiandin studierte 1981 bis 1985 an der Hochschule für Theater, Film und Musik von Leningrad und legte dort ein Abschlussdiplom im Fach Schauspiel ab. Zusätzlich ließ er sich als Logopäde ausbilden.
Arthur Galiandin spielte den  Prof. Bachmann in Das Haus Anubis.

## Filmografie

### Schauspieler
- 2000: Verkehrsgericht (2000, Folge: Kinder haben keine Bremse)
- 2000: Forsthaus Falkenau – Glück im Unglück
- 2007, 2010: Sturm der Liebe
- 2010: Tatort – Die Heilige
- 2010: Habermanns Mühle
- 2011: Das Haus Anubis

### Synchronsprecher

#### Filme
- 1995: Für Juris Kaminskis in Hunde von Riga als Oberst Murnieks
- 2003: Für Peter Stormare in Bad Boys II als Alexei
- 2005: Für Jason Flemyng in Transporter – The Mission als Dimitri
- 2005: Für Predrag Bjelac in Harry Potter und der Feuerkelch als Igor Karkaroff
- 2007: Für Alex Veadov in Helden der Nacht als Vadim Nezhinski
- 2012: Für Alex Veadov in Act of Valor als Christo

#### Serien
- 2014: Für Pasha D. Lychnikoff in The Blacklist als Pytor, Berlins Assistent
- 2014: Für Olek Krupa in The Americans als General Vijktor Zhukov
- 2015–2016: Für Daniel Kash in Bitten als Roman Navikev
- 2016: Für Andrew Divoff in The Blacklist als Karakurt
- 2016: Für Brían F. O’Byrne in The Magicians als Mayakovsky

## Theater
- 1993: William Shakespeare: Coriolan (Römischer Bürger/Römischer Soldat) – Regie: Deborah Warner (Salzburger Festspiele – Felsenreitschule)